# 岡野崇宏
岡野 崇宏（おかの たかひろ）は、日本のゲームクリエイター。バンダイナムコスタジオ所属。
ゲームクリエイター交流サイトのデジタルトキワ荘（閉鎖）の管理人。

## 作品
- HARAKIRI（1990年、PC）
- 天下布武〜英雄たちの咆哮〜（1991年、メガCD）
- LUNAR ザ・シルバースター (1992年、メガCD)
- シルフィード（1993年、メガCD）
- ガングリフォンザ ユーラシアン コンフリクト（1996年、セガサターン）Special Thanks
- グランディア（1997年、セガサターン）メインゲームデザイン
- グランディア～デジタルミュージアム～（1998年、セガサターン）
- サルゲッチュ2（2002年、PS2）プランナー
- パックンロール（2005年、ニンテンドーDS）　ディレクター
- トレジャーガウスト ガウストダイバー クリムゾンレッド/ディープブルー（2007年、ニンテンドーDS）　ディレクター
- 超劇場版ケロロ軍曹3 天空大冒険であります! (2008年、ニンテンドー3DS) プロデューサー
- パックマン&ギャラガ ディメンションズ (2011年、ニンテンドー3DS)　チーフディレクター
- テイルズ オブ ザ ヒーローズ ツインブレイヴ(2012年、PSP)　プロデューサー
- ディズニーマジックキャッスル マイハッピーライフ（2013年、ニンテンドー3DS）ディレクター
- ディズニーマジックキャッスル マイハッピーライフ2（2015年、ニンテンドー3DS）ディレクター